# Soera De Manieren van Ascentie
Soera De Manieren van Ascentie is een soera van de Koran.

## Naam
De soera is vernoemd naar manieren van ascentie, zoals beschreven in de tweede helft van de soera. De soera noemt kenmerken van de gelovigen en van de ongelovigen. Zij die de salat volbrengen worden in het bijzonder genoemd.
Deze soera wordt ook wel Soera De Treden genoemd, naar de hemelladder waarlangs de engelen en de Geest naar God opstijgen, zoals genoemd in de derde en vierde aya.